# Asthenotricha nesiotes
Asthenotricha nesiotes là một loài bướm đêm trong họ Geometridae.